# Wielka Brytania na Zimowych Igrzyskach Olimpijskich 1980
Wielką Brytanię na Zimowych Igrzyskach Olimpijskich 1980 reprezentowało 48 zawodników: trzydziestu sześciu mężczyzn i dwanaście kobiet. Był to trzynasty start reprezentacji Wielkiej Brytanii na zimowych igrzyskach olimpijskich.

## Medaliści
| Medal | Imię i nazwisko | Dyscyplina           | Konkurencja |
| ----- | --------------- | -------------------- | ----------- |
|       | Robin Cousins   | Łyżwiarstwo figurowe | Soliści     |

## Skład reprezentacji

### Narciarstwo alpejskie
Mężczyźni
| Zawodnik         | Konkurencja   | Wyścig 1     | Wyścig 1 | Wyścig 2 | Wyścig 2 | Suna         | Suna    |
| Zawodnik         | Konkurencja   | Czas         | Miejsce  | Czas     | Miejsce  | Czas         | Miejsce |
| ---------------- | ------------- | ------------ | -------- | -------- | -------- | ------------ | ------- |
| Alan Stewart     | Zjazd         |              |          |          |          | 1:53.41      | 30      |
| David Cargill    | Zjazd         |              |          |          |          | 1:52.02      | 29      |
| Ross Blyth       | Zjazd         |              |          |          |          | 1:51.12      | 28      |
| Konrad Bartelski | Zjazd         |              |          |          |          | 1:48.53      | 12      |
| Roddy Langmuir   | Slalom gigant | Nie ukończył | –        | –        | –        | Nie ukończył | –       |
| Ross Blyth       | Slalom gigant | 1:29.21      | 46       | 1:30.89  | 43       | 3:00.10      | 43      |
| Konrad Bartelski | Slalom gigant | 1:27.71      | 43       | 1:29.99  | 41       | 2:57.70      | 39      |
| Alan Stewart     | Slalom gigant | 1:25.53      | 38       | 1:27.42  | 35       | 2:52.95      | 33      |
| Alan Stewart     | Slalom        | Nie ukończył | –        | –        | –        | Nie ukończył | –       |
| Roddy Langmuir   | Slalom        | Nie ukończył | –        | –        | –        | Nie ukończył | –       |
| Konrad Bartelski | Slalom        | Nie ukończył | –        | –        | –        | Nie ukończył | –       |
| Ross Blyth       | Slalom        | 1:04.14      | 34       | 59.42    | 28       | 2:03.56      | 28      |

Kobiety
| Zawodniczka      | Konkurencja   | Wyścig 1      | Wyścig 1 | Wyścig 2 | Wyścig 2 | Suma          | Suma    |
| Zawodniczka      | Konkurencja   | Czas          | Miejsce  | Czas     | Miejsce  | Czas          | Miejsce |
| ---------------- | ------------- | ------------- | -------- | -------- | -------- | ------------- | ------- |
| Valentina Iliffe | Zjazd         |               |          |          |          | 1:43.28       | 25      |
| Moira Cargill    | Zjazd         |               |          |          |          | 1:42.82       | 24      |
| Valentina Iliffe | Slalom gigant | 1:23.33       | 34       | 1:39.43  | 31       | 3:02.76       | 31      |
| Anne Robb        | Slalom gigant | 1:20.79       | 32       | 1:35.29  | 27       | 2:56.08       | 27      |
| Kirstin Cairns   | Slalom        | Nie ukończyła | –        | –        | –        | Nie ukończyła | –       |
| Anne Robb        | Slalom        | Nie ukończyła | –        | –        | –        | Nie ukończyła | –       |
| Valentina Iliffe | Slalom        | 48.88         | 22       | 49.68    | 16       | 1:38.56       | 16      |

### Biathlon
Mężczyźni
| Konkurencja  | Zawodnik     | Pudła | Czas     | Miejsce |
| ------------ | ------------ | ----- | -------- | ------- |
| 10 km Sprint | Paul Gibbins | 5     | 38:44.24 | 42      |
| 10 km Sprint | Jim Wood     | 4     | 38:30.09 | 40      |
| 10 km Sprint | Keith Oliver | 2     | 35:45.89 | 20      |

| Konkurencja   | Zawodnik        | Czas       | Kary | Skorygowany czas | Miejsce |
| ------------- | --------------- | ---------- | ---- | ---------------- | ------- |
| Bieg na 20 km | Graeme Ferguson | 1'12:53.98 | 7    | 1'19:53.98       | 33      |
| Bieg na 20 km | Jim Wood        | 1'12:45.37 | 3    | 1'15:45.37       | 25      |
| Bieg na 20 km | Keith Oliver    | 1'12:02.30 | 2    | 1'14:02.30       | 16      |

Sztafeta mężczyzn 4 x 7,5 km
| Zawodnicy                                          | Wyścig | Wyścig     | Wyścig  |
| Zawodnicy                                          | Pudła  | Czas       | Miejsce |
| -------------------------------------------------- | ------ | ---------- | ------- |
| Graeme Ferguson Keith Oliver Jim Wood Paul Gibbins | 2      | 1'42:10.59 | 12      |

### Bobsleje
| Osada | Zawodnicy                  | Konkurencja | Ślizg 1 | Ślizg 1 | Ślizg 2 | Ślizg 2 | Ślizg 3 | Ślizg 3 | Ślizg 4 | Ślizg 4 | Suma    | Suma    |
| Osada | Zawodnicy                  | Konkurencja | Czas    | Miejsce | Czas    | Miejsce | Czas    | Miejsce | Czas    | Miejsce | Czas    | Miejsce |
| ----- | -------------------------- | ----------- | ------- | ------- | ------- | ------- | ------- | ------- | ------- | ------- | ------- | ------- |
| GBR-1 | Jonnie Woodall John Howell | Dwójki      | 1:04.12 | 15      | 1:04.12 | 10      | 1:03.65 | 11      | 1:04.03 | 13      | 4:15.92 | 10      |
| GBR-2 | Roger Potte Michael Pugh   | Dwójki      | 1:04.93 | 20      | 1:04.77 | 17      | 1:04.40 | 18      | 1:04.47 | 17      | 4:18.57 | 17      |

| Osada | Zawodnicy                                                     | Konkurencja | Ślizg 1 | Ślizg 1 | Ślizg 2 | Ślizg 2 | Ślizg 3 | Ślizg 3 | Ślizg 4 | Ślizg 4 | Suma    | Suma    |
| Osada | Zawodnicy                                                     | Konkurencja | Czas    | Miejsce | Czas    | Miejsce | Czas    | Miejsce | Czas    | Miejsce | Czas    | Miejsce |
| ----- | ------------------------------------------------------------- | ----------- | ------- | ------- | ------- | ------- | ------- | ------- | ------- | ------- | ------- | ------- |
| GBR-1 | Jonnie Woodall Tony Wallington Corrie Brown John Howell       | Czwórki     | 1:01.44 | 11      | 1:01.42 | 10      | 1:00.98 | 11      | 1:01.08 | 7       | 4:04.92 | 9       |
| GBR-2 | Jackie Price Gomer Lloyd Andrew Ogilvy-Wedderburn Nick Phipps | Czwórki     | 1:01.79 | 16      | 1:01.90 | 15      | 1:02.11 | 16      | 1:01.89 | 15      | 4:07.69 | 15      |

### Biegi narciarskie
Mężczyźni
| Konkurencja   | Zawodnik        | Wyścig   | Wyścig  |
| Konkurencja   | Zawodnik        | Czas     | Miejsce |
| ------------- | --------------- | -------- | ------- |
| Bieg na 15 km | Philip Jacklin  | 52:14.17 | 57      |
| Bieg na 15 km | Michael Goode   | 49:47.20 | 52      |
| Bieg na 15 km | Charles MacIvor | 48:37.57 | 49      |

### Łyżwiarstwo figurowe
Mężczyźni
| Zawodnik            | Konkurencja | CF | SP | FS | Nota   | Miejsca | Miejsce |
| ------------------- | ----------- | -- | -- | -- | ------ | ------- | ------- |
| Christopher Howarth | Soliści     | 16 | 15 | 15 | 145.66 | 134     | 15      |
| Robin Cousins       | Soliści     | 4  | 1  | 1  | 189.48 | 13      |         |

Kobiety
| Zawodniczka       | Konkurencja | CF | SP | FS | Nota   | Miejsca | Miejsce |
| ----------------- | ----------- | -- | -- | -- | ------ | ------- | ------- |
| Karena Richardson | Solistki    | 10 | 9  | 4  | 168.94 | 109     | 12      |

Pary
| Zawodnicy                | Konkurencja   | SP | FS | Nota   | Miejsca | Miejsce |
| ------------------------ | ------------- | -- | -- | ------ | ------- | ------- |
| Susan Garland Robert Daw | Para taneczna | 11 | 10 | 124.36 | 91      | 10      |

Taniec na lodzie
| Zawodnicy                      | Konkurencja      | CD | FD | Nota   | Miejsca | Miejsce |
| ------------------------------ | ---------------- | -- | -- | ------ | ------- | ------- |
| Karen Barber Nicky Slater      | Taniec na lodzie | 12 | 12 | 176.92 | 104     | 12      |
| Jayne Torvill Christopher Dean | Taniec na lodzie | 5  | 5  | 197.12 | 42      | 5       |

### Saneczkarstwo
Mężczyźni
| Zawodnik                | Ślizg 1 | Ślizg 1 | Ślizg 2 | Ślizg 2 | Ślizg 3 | Ślizg 3 | Ślizg 4 | Ślizg 4 | Suma     | Suma    |
| Zawodnik                | Czas    | Miejsce | Czas    | Miejsce | Czas    | Miejsce | Czas    | Miejsce | Czas     | Miejsce |
| ----------------------- | ------- | ------- | ------- | ------- | ------- | ------- | ------- | ------- | -------- | ------- |
| Neil Townshend          | 46.726  | 27      | 45.358  | 14      | 45.037  | 11      | 45.278  | 14      | 3:02.399 | 16      |
| Derek Prentice          | 45.502  | 24      | 45.880  | 18      | 46.425  | 22      | 46.715  | 20      | 3:04.522 | 22      |
| Jeremy Palmer-Tomkinson | 45.191  | 18      | 46.947  | 22      | 45.060  | 12      | 45.066  | 13      | 3:02.264 | 15      |

(Mężczyźni) Dwójki
| Zawodnicy                          | Ślizg 1 | Ślizg 1 | Ślizg 2 | Ślizg 2 | Suma     | Suma    |
| Zawodnicy                          | Czas    | Miejsce | Czas    | Miejsce | Czas     | Miejsce |
| ---------------------------------- | ------- | ------- | ------- | ------- | -------- | ------- |
| Derek Prentice Christopher Dyason  | 40.705  | 14      | 41.862  | 15      | 1:22.567 | 14      |
| Jeremy Palmer-Tomkinson John Denby | 42.406  | 18      | 48.493  | 19      | 1:30.899 | 19      |

Kobiety
| Zawodniczka   | Ślizg 1 | Ślizg 1 | Ślizg 2 | Ślizg 2 | Ślizg 3       | Ślizg 3 | Ślizg 4 | Ślizg 4 | Suma          | Suma    |
| Zawodniczka   | Czas    | Miejsce | Czas    | Miejsce | Czas          | Miejsce | Czas    | Miejsce | Czas          | Miejsce |
| ------------- | ------- | ------- | ------- | ------- | ------------- | ------- | ------- | ------- | ------------- | ------- |
| Avril Walker  | 52.277  | 26      | 42.852  | 25      | Nie ukończyła | –       | –       | –       | Nie ukończyła | –       |
| Joanna Weaver | 40.881  | 22      | 41.201  | 23      | 41.167        | 20      | 42.032  | 23      | 2:45.281      | 23      |

### Łyżwiarstwo szybkie
Mężczyźni
| Konkurencja     | Zawodnik        | Wyścig   | Wyścig  |
| Konkurencja     | Zawodnik        | Czas     | Miejsce |
| --------------- | --------------- | -------- | ------- |
| Bieg na 500 m   | Archie Marshall | DSQ      | –       |
| Bieg na 1000 m  | Archie Marshall | 2:00.93  | 40      |
| Bieg na 1500 m  | Alan Luke       | 2:17.79  | 34      |
| Bieg na 1500 m  | Geoff Sandys    | 2:15.06  | 33      |
| Bieg na 5000 m  | Geoff Sandys    | 8:01.09  | 28      |
| Bieg na 5000 m  | John French     | 7:59.62  | 27      |
| Bieg na 5000 m  | Alan Luke       | 7:52.65  | 26      |
| Bieg na 10000 m | John French     | 16:17.56 | 24      |

Kobiety
| Konkurencja    | Zawodnik        | Wyścig            | Wyścig  |
| Konkurencja    | Zawodnik        | Czas              | Miejsce |
| -------------- | --------------- | ----------------- | ------- |
| Bieg na 500 m  | Kim Ferran      | 47.25             | 30      |
| Bieg na 1000 m | Mandy Horsepool | 1:36.31           | 37      |
| Bieg na 1000 m | Kim Ferran      | 1:34.19           | 35      |
| Bieg na 1500 m | Kim Ferran      | Zdyskwalifikowana | –       |
| Bieg na 1500 m | Mandy Horsepool | 2:23.05           | 28      |
| 3000 m         | Mandy Horsepool | 5:08.78           | 26      |